# Erhvervsforum Vækst DK
Erhvervsforum Vækst DK er en politisk erhvervsklub, hvis officielle formål er at styrke dialogen mellem Socialdemokratiet og erhvervslivet. Samtidig samler den penge ind til partiet. Foreningen blev stiftet i 2014 og er pr. 2021 en af Socialdemokratiets største økonomiske bidragydere. Virksomheder, erhvervsorganisationer og erhvervssammenslutninger kan for et kontingent på 20.000 kr. om året deltage i fire til seks årlige møder med socialdemokratiske toppolitikere i foreningens regi. Klubben har omkring 50 medlemmer.
Erhvervsklubben deler adresse med Socialdemokratiets partikontor på Christiansborg, men har ingen ansatte tilknyttet. Fra starten i 2014 indtil 2019 var den tidligere socialdemokratiske skatte- og sundhedsminister Carsten Koch formand for erhvervsklubben. I 2019 blev han afløst af den tidligere overborgmester i København Jens Kramer Mikkelsen.
Ifølge professor Kasper Møller Hansen fra Københavns Universitet er erhvervsklubben et udtryk for de stadig dyrere valgkampe, samtidig med at støtten fra fagbevægelsen til Socialdemokratiet er blevet mindre med tiden.

## Inspiration
Ifølge bogen "De skjulte penge" af Carl Emil Arnfred og Chris Kjær Jessen fra 2016 om de danske pengeklubber er selve ideen til pengeklubben kopieret fra Den Liberale Erhvervsklub, som var den første af sin art herhjemme. Siden har udover Socialdemokratiet også De Konservative og Liberal Alliance taget ideen til sig og oprettet egne pengeklubber, henholdsvis C-Business og Selskab for Liberale Visioner. Inspirationen til Den Liberale Erhvervsklub kom på sin side fra USA, hvor man i mange år har haft såkaldte PACs (Political Action Commitees) og Super PACs, der samler penge ind til politiske partier og enkelte kandidater.

## Medlemmer
Blandt medlemmerne har været repræsentanter fra bl.a. organisationer som Dansk Arbejdsgiverforening, Dansk Industri, Landbrug & Fødevarer, Finans Danmark, Dansk Energi og De Samvirkende Købmænd og virksomheder som PensionDanmark, Nykredit, Netcompany, Danish Crown og Arbejdernes Landsbank. Også direktør i Dansk Erhverv, den tidligere konservative minister Brian Mikkelsen, er blandt medlemmerne. Ifølge forsker ved Copenhagen Business School Christoph Houman Ellersgaard er det karakteristisk, at mange af erhvervsklubbens medlemmer ikke er socialdemokrater, men vælger at spille på flere heste i det politiske spil for at søge indflydelsen, hvor den er.

## Kritik
I juli 2021 kritiserede forsker ved Danmarks Medie- og Journalisthøjskole Roger Buch, at embedsmænd i Finansministeriet havde hjulpet til med at udarbejde et oplæg af finansminister Nicolai Wammen til brug i Erhvervsforummet. Såvel fremgangsmåden heri som erhvervsklubben i det hele stred efter hans mening imod grundlæggende demokratiske principper. Finansministeriet afviste med henvisning til kodekset med centrale pligter for embedsmænd, at embedsværkets rolle i sagen var problematisk.